# Actinocythereis dawsoni
Actinocythereis dawsoni är en kräftdjursart som först beskrevs av Brady 1870.  Actinocythereis dawsoni ingår i släktet Actinocythereis och familjen Trachyleberididae. Inga underarter finns listade i Catalogue of Life.